# 舞-乙HiME (漫画)の登場人物
舞-乙HiMEの登場人物（マイオトメのとうじょうじんぶつ）は、サンライズが中心となって展開する漫画版『舞-乙HiME』に登場する架空の人物の一覧。なお、アニメの登場人物については舞-乙HiMEの登場人物を参照。

## 主要人物
マシロ（仮）
漫画版の主人公。通称マシロくん。真白姫にそっくりな容貌を持つ少年で、表向きは暗殺されたこととなっている姫の身代わりとしてヴィント市にやってくる。
前の神学校ではイジメにあっており、「どーせ」を口癖にするなど、自分に自信が持てなかったが、ヴィント市から始まった一連の事件を経て、次第に成長しはじめる。誰かを守る為なら我が身を省みない勇気の持ち主で、人の痛みを知る優しい性格だが、自分では弱気で怒りっぽいと思っている。
特技は裁縫で、アリカとレナの持つ人形を縫ったのは彼である。裁縫道具を持ち歩いているため、ミドリから「妙な王族」と言われたこともある。また、他者（主にナツキとハルカ）の奇行や放言に対しては冷静な常識人のツッコミ役、いわゆるボケでもツッコミでもない間の人、を務める。変な所で人間離れしている。
欠点は、「王女の影武者」でありながら政治的な事物に関心が薄いことである。例えば、黒い谷の難民達をヴィント市に収容するよう王国政府に命じた後は、関心を払わずにいた。そのせいで、ハルカ警部補に指摘されるまで難民達の窮状に気づかず、あやうく彼女に失望されかけた。ただし、影武者としての利用価値があったとはいえ、本編開始直前までいずれそうなる事を全く教えられなかった上に、本人も影武者になる前はヴィントブルームの外の世界でごく普通の平民としてしか人生を送っておらず、更に影武者と言ってもお飾りとしての役目しか期待されなかった為、関心がないのも無理も無かったと言えなくもない。
その他にも、
- 「ガルデローベに来るまで、トリアスやミス・マリアの存在を知らなかった」
- 「エアリーズ大統領・サエコとガルデローベ学園長・ナツキが母娘であることを知らない」…ニナとエルスは知っていた。
- 「HiMEであるMAIの顔が、ヴィントブルーム王妃に瓜二つであることに気づかない」…「母親」ということになっている王妃の顔を知らない。

など、「王女の影武者」「オトメ専門誌の愛読者」とは思えぬほど、政界への知識不足が露呈している。
また、ニナの事でいやらしいことをよく想像したり、エルスのウルトラバストインパクト等でよく大量の鼻血を放出していた。
ヴィント市を始めて訪れた際にシュヴァルツに襲撃され、成り行きから自ら所有していた「蒼天の青玉」でアリカと契約する。
中盤から、アリカとの姉弟関係を匂わせる描写がなされたが、実は、赤ん坊の頃にユメミヤ家に養子に出されていて、実姉だと思っていたアリカとは義姉弟という間柄であった。
後半から蒼天の青玉のマイスター・アリカと黒焔の金緑石のマイスター・ニナのマスターとなり、さらに水晶宮において悪夢にとらわれた際に、ある人物に叱咤激励された後、王者の証“真白なる金剛石”の貴石がはめ込まれている剣を託される。そして、それを使いMAIを倒した後、セルゲイとマイスターローブを纏ったフミと戦う。アリカ・ニナと合流したエルスティンの三人のオトメと共にフミを破る。その後、油断してセルゲイに背後から剣で刺されて命を落としかけるが、全てのオトメの力を借りて蘇り、天使のような神々しい純白のマテリアローブを纏いセルゲイを討つが、その後全ての力をマシロに集結させた事が祟って全裸になったオトメ達に抱きつかれてやはり最後も鼻血を放出した。
セルゲイとの戦いで自らがヴィントブルームの正統な後継者だと判明し、終戦後、城が再建されるまでの間、ガルデローベで良き王になるためにオトメたちと共に学んでいく事になる（とはいえ、「人に使われる」職業であるオトメの学校で、「人を使う」職業である王を教育する事には矛盾めいたものがある）。
即位式までに彼の素性（庶民育ちの男）を知っていたのはナツキ、シズル、ヨウコ、セルゲイの四人。途中で男だと知ったのは学生ではナオ、ニナ、エルスの三人。セルゲイを倒した直後に、アカネ、チエ、シホ等、今まで男だと知られなかった生徒にも正体がバレてしまう（学園の生徒全員にバレた訳では無いが、異性として狙われるようになる）。
万が一正体がバレたり生徒に不埒な行いをしたら男性としての機能を奪われてしまう（ちょっきん）ので、女の園ガルデローベにあっては悶々とした生殺しの天国と地獄の日々を送っていた。
『嵐』では既にかなりの数にバレており、正当な王位継承者である事や、レナが孫を欲しがったりしているため、前述のちょっきんは無効化している。ただし、「ヴィントブルームの王女」であるマシロが、各国の政府・有力者の息が係ったオトメを妊娠・退学させたら国際問題になるため、結局は「天国と地獄の日々」から解放されずじまいとなっている。法律などの勉強の他に護身術の心得も学んでいる。
『嵐』では、ナギの「弟」であるアラシから逆恨みされ、「花嫁修業」と称した過酷なメイド生活を強制される。しかし、あっさりと順応してアラシを呆れさせていた。その上完璧な仕事振りで本人は楽しんでもいた模様。
コスモ・ビューティーズに落とされた地下水路でアラシの性別と兄・ナギへの想いを知り、彼女を命がけで守り抜いた。
なお、表向きは男であるアラシの婚約者に推されたことから、世間には、本当の性別が男であることは流布していない模様。ただし、「ユメミヤ家でアリカと姉妹同然に育てられた」ことは知られている。
『嵐』時点ではアリカ、ニナ、エルスの三人と契約している。
真白なる金剛石の所有者である。現在の石の所在は彼自身の心臓の代用となっており命が繋がっている状態で、抜き取られることが在れば死を意味する事となる。
作中、ヴィントブルームおよびユメミヤという姓であることは確認されているが、名前は『嵐』が終了してなお明らかにされなかった。原作者曰く一応設定はされているが、展開の都合で披露し損ねてしまったとの事。
セルゲイ・オーギュスト
漫画版のセルゲイ・ウォン。アニメ版とは全く違い利己主義な野心家となっている。苗字も異なり、ニナとの扶養関係もない。また、アニメ版では楯祐一がオリジナルであったのに対し、本作では全くの別人という設定となっている。
策略家でプライドが高く利己的な性格で、他者を一貫して自分のための道具としか見ていない。
この戦いを引き起こした黒幕で、エアル（地球）の歴史の裏を知る者。実は、その身体には、漆黒の金剛石のマスターストーンが埋め込まれていた。争いが絶えず、不平等で、不可解で、不確実で、不安定で、不条理で、不公平で、そして不完全な世界に失望している。力と恐怖で世界を支配し、セルゲイにとっての「争いの無い平和な世界」を構築することを目的とする。
ナギの台詞から「アルタイの平民」出身であることが判る。故国の軍では少佐の位に就き、ナギ大公とも面識があるが、非常に険悪な関係でもある。本編時点ではヴィントブルーム王国国軍大佐にして宰相を拝命している。宰相の立場を利用し、王国の経済事情を圧迫してまで軍拡路線を推進している。街には失業者が溢れかえり、そこから形成されるスラムが現在ヴィントの社会問題となっている。その一方で、自らの野望の手駒として利用すべくシュヴァルツにも力を貸す。同志名は「S」。
「マシロ・ブラン・ド・ヴィントブルーム」の秘密を知っており、マシロ（兄）に利用価値を見出す。そして、真白姫に彼がいたガレリアに攻撃するよう仕向け、孤児となったマシロを密かに金銭的に援助していた。
本編開始より数日前、真白姫を傀儡の人形とするべく、自殺するよう仕向けた（表向きは真白姫の暗殺）。後に、真白姫暗殺事件後の混乱を防ぐ事を建前にマシロを影武者として仕立てた。そして、裏でシュヴァルツや暗殺した真白姫、更には真祖フミ・ヒメノを操り人形にしていた。
決戦の際、マシロ達に対し、惑星エアルが実は地球の成れの果てである事、媛星チャイルド・ヒルコから貴石が生じ、それを「ある男」が求めたことで、この世界は歪んでしまった事、マシロ達が偽りの歴史を教え込まれていた真実を語る。
マシロと3人のマイスター（アリカ、ニナ、エルスティン）の美力技によりフミ共々敗れるが、消滅間際にマシロに哀れみを乞い油断させて串刺しにし、真白なる金剛石を奪い取る。そして自分の漆黒の金剛石を合わせヒルコとなり、さらに全員のHiMEの刻印が合さった事により、とてつもない怪物（HiME達のチャイルドと自身が融合したキメラ）へと変貌する。世界を滅し作り替えようとするが、全てのオトメの力を借りたマシロに倒され、巨悪に相応しい最期を遂げる。
自身の目的の為にマシロを含む多くの人間を運命を変えてきた人物であるが、彼の台詞は現代社会の不条理に対する不満や皮肉をストレートに当てはめた物が多く、マシロも彼に対しては憎しみの感情よりも悲しみの感情を抱いているようで、道具として利用するためとはいえ自身の命の恩人でもあり、資金援助だけとはいえ養父的な存在でもあり複雑な感情を抱いている。マシロからの人物評価は「世界も他人も自分自身さえも愛せない悲しい人」と称されている。
『嵐』では回想にのみ登場し、この時の戦いは「セルゲイの乱」と呼ばれ「恐怖の大魔王」と呼ばれていた。

## ビューネ自治区・ガルデローベ学園
ヴィントブルーム王国内において、小面積ながらも自治権を持ち、乙HiME（オトメ）養成機関「ガルデローベ学園」を中心に構成された学園都市。ゆえにヴィントブルーム王国内にありながら、あらゆる国からやってくる全ての生徒に対して平等の待遇が約束されている。
作中では管理体制の不備や賞罰基準の不明瞭さがしばしば露呈していたが、そのことで内外から追及を受ける描写は無かった。

### コーラルオトメ（Coral乙HiME）
ガルデローベ学園の予科生。制服は赤。
アリカ・ユメミヤ
コーラル51位（オトメハート1→2→3）→飛び級卒業（マシロのマイスターオトメ）→新祖レナの提案で飛び級卒業の撤回があったためコーラルオトメ51位（オトメハート3）
ヒロインの一人。アニメ版とは異なり、最初からガルデローベ学園に入学している。
主人公「マシロ」は10年前に生き別れた義弟。子供の頃から義弟を助けたりなどして、よく怪我をしていた。力んだりすると出てくる「む〜」が口癖。
舞闘においては、パール生のトップ3・トリアス以上の実力を持ち、壊滅的だった試験を舞闘でカバーしてガルデローベに入学を果たした。支援をしてくれるパトロンがいないので、休みの日などにアルバイトで学費を稼いでいる。
シュヴァルツとの戦闘の際、成り行きでマシロと契約した（その際に、ファーストキスを経験）。10年前に真白姫によって故郷の町を焼かれた過去を持ち、その際に家族は全て死んだものと思っていたが、作中後半に母親（レナ・セイヤーズ）と再会を果たした。さらにその前に義弟のマシロと再会している訳であるが、「ヴィントブルーム王女」として出会っていたが為にマシロを義弟と気づくのは、母親と再会したかなり後のガルデローベ襲撃時であった。一時期はマシロと血が繋がっていると思っていた為ニナに全てを任せようとした事もあった。その後はマシロの盾となり、無茶しないように守ってあげている。そして彼を弟、そして一人の男性として意識するようになる。
終戦後、ガルデローベ卒業は見送られ（飛び級卒業が見送られただけで、ダブリという分けではない）、しばらく全生徒と共にガルデローベで勉強をし直す事になったが、同時にマシロと共に居られる事と、血縁関係ではないため異性として見る事が出来る事を喜んだ。
マシロと心を重ね合わせローブを真紅にし純真紅の血十字（クリムゾンブラッドクロス）を発動した際にシアーズの紋章が浮かび上がっていることからアリカがアニメと同じくシアーズと何らかの関係があることがうかがえる。
プロジェクト展開のため、舞-HiMEアニメ版26話（最終話）のラストシーンの最後、舞衣・なつき・命の後ろに、中等部の女の子（夢宮ありか）としてほんの少しだけ顔を出し、漫画版では最終回に理事長室で風花真白と話をしている高等部への編入生として登場している。
ニナ・ウォン
コーラル1位（オトメハート4→5）→飛び級卒業（ナギのマイスターオトメ（未契約）→マシロのマイスターオトメ）→新祖レナの提案で飛び級卒業の撤回があったためコーラルオトメ1位（オトメハート5）
ヒロインの一人。万年最下位状態のアリカとは、ボケ役のアリカとツッコミ役のニナといった感じの凸凹コンビ関係。
幼い頃はスラム街で育った孤児だったが、襲ったナギによって逆に拾われる。故国に恩を返し、自分のような不幸な子供をなくす為にマイスターオトメを目指している。
オトメとして必要なあらゆる科目を難なくこなす優等生であるが唯一裁縫だけが苦手。しかし同時に己の更なる向上と苦手なものを克服する為に常に影で精進する努力家である。優れた体術の持ち主で、ローブ無しでも木を破壊するほどの威力を持つ。
成り行きから（コーラルオトメ達の中では最初に）「マシロ姫」が「女装した少年」である事を知ってしまうが、理由を敢えて聞かないまま、アリカ達にマシロが男である事を知られないようにフォローしていき、一番早く異性として意識するようになる。ルーメンとの戦いにおいて、仮契約とはいえ本編で最初に蒼天の青玉のローブをまとう。最初はマシロがアリカの事ばかり気にかけていた為、不満を感じながらもマシロの為にエレメント（剣）を振るっていた。マシロに対して想いを寄せる描写が一番多く、マシロの事を異性として最も強く意識している事がうかがえる。アリカとマシロが姉弟であることにいち早く気付く（実際は義理の姉弟だった）。マシロへの想いを押し殺しながらナギのオトメとして契約する時が近づくが、セルゲイの反乱によって大きく運命が変わる。後にマシロをかばって命を落としたナギの遺言に従い、念願であったマシロとの正式契約を果たした際には涙を流した。また、ローブが展開出来なくなった際マシロを奮い立たせる為に、ちゃっかりキスをしている。
終戦後、アリカ同様、卒業は見送られガルデローベで勉強をする事となり、マシロと一緒にいられる事を喜び、共にガルデローベでアリカやエルスと共に過ごすのであった。お風呂の世話はマシロの正体が他の娘にバレないように自らが独占する形で行っていたが、終戦後はアリカ、エルスと共に世話を交代で行うようになった。マシロと堂々と恋愛できるようになってからは抜け駆け禁止等の協定を3人で結んでいる。
「嵐」では、ナツキが主催する違法クラブ随一の歌姫として活躍し、嘘泣きを駆使して客にどしどし金を使わせる。借金返済を急ぐあまり、売春まがいの事をさせられそうになる事もあったが、マシロに阻止されて何とか貞操の危機を免れた。非常に高い商才があるようで、違法クラブが潰れてもとてつもない金額を稼いでいた（と言うよりは、返済額の大半は彼女が稼いだお金である）。
オリジナルは春妹（ちゅん-めい）。ただし、前作漫画版では未登場。
エルスティン・ホー = 仮面のS女王 エー・ルー・スー
コーラル3位→2位→マイスターオトメ（新祖レナとの仮契約）→新祖レナの横暴でマイスター資格の撤回があったためコーラルオトメ3位
序盤は活躍が少なかったが、中盤あたりからヒロイン格へと昇格している。こちらの方でもエルスと呼ばれている。
マシロたちと触れ合い、内気かつ消極的だった性格も外交的かつ積極的な性格となった。行動が行き過ぎてしまう事がしばしばある。天然で能天気、思い込んだら一直線で自分の目的の為なら立ち塞がる障害がいかに大きくとも強引に押し通す（ナツキにマシロやニナとの同室を認めさせたのが良い例）。
コーラルクラスNo.3の実力を持っており、舞闘においては超高速の乳（Fカップ）揺れによって発生する衝撃波の美力を用いて戦う。登場するオトメの中でも最も美力の技が多く、そのバリエーションも豊富（トリニティ・ラヴァーズ・ストライクを含めても12）。料理（特にお菓子作り）も得意。
その美貌ゆえ男性からの人気も高いが、幼い頃から大きな胸が原因で男性とのトラブルが絶えない。女性にしか恋愛感情を持てず、ニナに対し恋愛に近い感情を抱いていた。だがそんな折、「（自称）ナツキ親衛隊長」タケダに襲われた？所をマシロに助けられ、それ以来マシロの事をニナ以上に意識し「女王様」と呼び慕うようになる。後にマシロが男だと分かっても、自分の思いを自覚し、上記の通り学園長・ナツキに強引に同室を認めさせているなどマシロにゾッコンになる。最終決戦で新祖レナと仮契約しついにマイスターローブ「綵雲の薔薇輝石」（さいうんのばらきせき）を纏った姿で登場した。終戦後、マシロ達と共にガルデローベで勉強をする事となり、アリカやニナと共にマシロとの愛を育んでいる。番外編「superH（スーパーえっち）」では出番が無かったがお色気シーンの登板数は全キャラ中トップ。
「嵐」ではアラシに牛呼ばわりされてしまうなど、完全にギャグキャラ要員になってしまっていた。マシロを救う為に再び「仮面のS女王エー・ルー・スー」に変身してアラシに迫るも、もともと女の子であるアラシには効かずにスルーされてしまった。その直後、牛と一緒にドナドナの曲と共に売り飛ばされて最初の犠牲者となってしまう（実際のところは、牛のかぶりものを被せられて牧場に働きに出されただけ）。だが奉公に出された牧場では、すっかり馴染んで人気者になっていた。
彼女の名前は「ホルスタイン」のアナグラムである（「Holstein」→「Elstin Ho」）。また、漫画版はアニメ版より胸が大きい設定である（アニメ版：85cm、漫画版：93cm（Fカップ））。
トモエ・マルグリット
コーラル2位→1位→ニナ復帰により2位
ヴィントブルーム王国ジパング地方出身。実家は温泉旅館「雛菊館」。性格はアニメ版で見せた腹黒い本性とは異なり、友達・家族思いの穏やかな優等生そのもの。アリカとも仲が良く、共にオトメを目指す良きライバル同士として見ている。
ミーヤとの関係はいわゆる百合そのもので、しかもアニメ版とは違い完全な恋人同士（SとMの関係で属性はS）。番外編「superH（スーパーえっち）」では、彼女達のかなり濃厚な愛の営みが描かれ、それを偶然目撃したマシロにミーヤと二人がかりで迫った事もあった。ヴィント軍のガルデローベ襲撃時、ヴィント軍の攻撃の余波からミーヤを庇うも、ローブも展開できず、学園長命令で地下へと避難する。
番外編では、実家の旅館でマシロの事でアリカやニナとケンカになってしまい、学園長の許しで舞闘で決着をつける事となり、その時コーラルローブを着用して、アリカとニナと舞闘を行う。その際のドタバタで再び温泉が沸き出し、旅館存続の危機を脱した。そのときに、ミーヤとの関係がマシロに知られてしまった際には、マシロも仲間に引き込もうとした（アリカとニナに阻止されてしまったが）。なお、マシロが男である事を知っていると思われる描写がいくつかあるが、深く言及はしなかった。
「嵐」ではミーヤと共に半モブキャラ状態だったが、相変わらずの仲睦まじい様子を見せている。また、ナツキが主催する違法クラブでもニナ、アカネに次ぐ指名数を誇っていた（指名写真にはミーヤも一緒に写っている）。
オリジナルは雛菊巴。ただし、前作漫画版では未登場。
ミーヤ・クロシェット
エステとメイクを得意としているオトメ。トモエとは恋人同士（SとMの関係で属性はM）でかなりのバカップル。やや嫉妬深い一面も覗かせる。また、「お世話係」の対象であるシホともただならぬ関係の様子である（ガルデローベではごく当たり前の事のようだが、トモエがそれをどう思っているかは不明）。
ガルデローベに攻撃を仕掛けてきたヴィント軍の攻撃にさらされ、攻撃の余波を受けかけるもののトモエに庇われる。ローブも展開できず、学園長命令で地下へと避難する。
トモエ同様、番外編でコーラルローブを着用して、トモエと共にアリカとニナに2VS2の舞闘を挑んだ。しかし、シズルとイチャイチャしているマシロを目撃して、アリカ達と共に彼に制裁を加えた。
「嵐」ではトモエと共に半モブキャラ状態だったが、相変わらずの仲睦まじい様子を見せている。
オリジナルは鈴木美也。ただし、前作漫画版では未登場（前作漫画版最終話で彼女らしき人物が鈴木耀と会話している様子を見かけるが詳細は不明）。
イリーナ・ウッズ
アリカ達の同級生で、アリカとエルスの舞闘が行われた際に司会を務めている。美術や技術の成績が優秀であるが、MAIDの深優には、オトメとMAIDの対決の際に惨敗した。セルゲイの陰謀によってガルデローベのテレビが故障した際には、修理を担当している。
ガルデローベに攻撃を仕掛けてくるヴィント軍に対しローブも展開できず、学園長命令で地下へと避難する。
「嵐」では半モブキャラ状態。ナツキが主催する違法クラブでは司会を務めていることが多い模様。
ヤヨイ・オールター
アリカのクラスメートの一人。ガルデローベでは1、2を争う小柄な体格。アニメ版同様、リリエと一緒にいることが多い。
チエの「お世話係」で、彼女とはただならぬ関係にあるらしい。
ヴィント軍の攻撃にリリエと共に怯えていた。その後学園長命令で地下へと避難する。最終話では、デブ猫・ミコトを抱き抱えている。
「嵐」では半モブキャラ状態。前作同様、リリエと一緒にいることが多い。
オリジナルは太田弥生。ただし、前作漫画版では未登場（前作漫画版11話で彼女らしき人物を見かけるが詳細は不明）。
リリエ・アディーン
マッサージを得意としているオトメ。「お疲れの時はぜひ！！」と売り込んでいた。アニメ版同様、ヤヨイと一緒にいることが多い。
ヴィント軍の攻撃にヤヨイと共に怯えていた。その後学園長命令で地下へと避難する。
「嵐」では半モブキャラ状態。前作同様、ヤヨイと一緒にいることが多い。
オリジナルは市ノ瀬小百合。ただし、前作漫画版では未登場。

### パールオトメ（Pearl乙HiME）
ガルデローベ学園の本科生。成績上位三名には「トリアス」の称号が与えられ、全生徒の生活指導役を務める。制服は灰色（成績トップ生のみ白色）。
アカネ・ソワール「トリアス」
パール1位
パールクラスNo.1のオトメ。
お人好しかつ世間知らずな性格で、カズヤ・クラウゼクにオトメの資格（純潔）を捧げようとも考え、お金を貢いだりする等、盲信に近い惚れ込み様で、ナツキやシズル、同じトリアス達にまで騙されていると忠告されても、カズヤを信じていた。
マシロが転校してきた時は教室にいたが、行方をくらましたカズヤを追って、真祖のミニ人形と共に流浪の旅に出ていた。その後、カズヤがシュヴァルツの工作員であり、いわゆる女誑しでもあることを知り、怒りの美力でカズヤをスレイブごと瞬殺。パールNo.1の実力を遺憾なく発揮し、ガルデローベに帰還する。極私的な理由でガルデローベを休み、情報源となりうる工作員を私情で抹殺したことについて減点を喰らったのかは不明。
最終決戦にて、ヴィントに現れたAKANEのあまりの破廉恥な姿にアカネは絶句。終戦後はカズヤの代わりの異性としてマシロに接近する事を狙っている。
オリジナルは日暮あかね。オリジナルとの違いは髪を下ろしていること。
チエ・ハラード「トリアス」
パール2位
宝塚歌劇団の男役のような風貌と言動が特徴で、熱烈なファンが数多く存在する。
トリアスの中では一番理性的な性格で、トリアスの立場を利用して好き勝手に振舞うシホをたしなめることがある。同時に、何かと奇行の多いシホへのツッコミ役でもある。
しかし、アニメ版に比べ割と享楽的で同性愛志向が強く、女の子を口説くのが得意。他の生徒達とは違って、彼女のみ黒いタイツを着用している（他の生徒達はみんなニーソックス）。青い薔薇を好み、時々眼鏡を着用することもある。マシロと水晶宮へと向かう途中、シホそっくりのHiME、SHIHOを口説く。必殺技は、「黒薔薇乱舞」。
オリジナルは原田千絵。オリジナルとの違いはメガネの有無（ただし上記の通り着用する事もある）。
シホ・ユイット「トリアス」
パール3位
ロール髪の回転で相手を洗脳し支配下に置く「ぐるぐる催眠（ヒュプノスクリュー）」なる技を始め、「うずまきパニッシャー」等の様々なドリル技を操る。アニメ版のトラウマキ人形にドリルをつけたような武器を持っている（アニメ版では呪術的な物を使用するが漫画版では科学的な物を使用するようである）。レイラ＝お超夫人を目標としていた（髪の毛つながり）。
アリカに舞闘で一度も勝てたことがないため、何かとアリカのことが気にくわない様子で、「アリンコ」と呼んでいる。
アリカが自分より先にマイスターになった事に嫉妬して、ガルデローベで開かれたパーティーでくだを巻いていた。ヴィント軍の襲撃時にアカネやチエと共にドリル全開で戦いを決意する。HiMEとの戦いには真面目に取り組んでおり、どうやらトリアスの中では一番まともにやっているようである。終戦後はマシロに近づく事を狙っている（異性として意識しているかは不明）。
オリジナルは宗像詩帆。オリジナルとの違いは二又ツーテールにカールがかかっていること。
ジュリエット・ナオ・チャン
マシロを男だと最初に知ったオトメ。実は近眼で、コンタクトレンズか眼鏡が無いと何も見えない、と自称している。なお、漫画版ではパールとしての順位は明らかになっていない。逃げ足の速さは一級品。マシロが男であるのを知り落ち込んでいたエルスに、「ヴィントブルームの王族は男性を女性として育てるという風習がある」といい加減な事を吹き込んだりと悪戯好き。しばしば学園を無断で外出し、好き勝手にやっているようだが、それは後悔したまま生きていくのが嫌であるが故であり、アリカとマシロのお別れ会の時に、自分の気持ちになかなか素直になれないニナの背中を押し、ニナのマシロへの告白の決意を促す。
ヴィント軍の襲撃時には覚醒したレナを密かに霊廟へと案内しており、その際にニナの危機を救う。真祖レナ・セイヤーズの誕生と同時に面倒くさがりながらもローブを纏う。終戦後は異性としてマシロに接近して玉の輿を狙っている。
「嵐」ではコスモビューティーズに、真白なる金剛石の情報を漏らしていることを示唆する描写がある。
時に良き姉貴分だったり、時にはトラブルメーカーになったりとトリックスターな人物である。
オリジナルは結城奈緒。

### マイスターオトメ （舞☆乙HiME）
ガルデローベ学園卒業生の通称。プロの乙HiME（オトメ）。本項は、その中でも学園関係者であるマイスターの紹介。
ナツキ・クルーガー
五柱・二の柱
伝説のマイスターオトメ・五柱（ごちゅう）の一人（二の柱）で通称「氷雪の銀水晶」（ひょうせつのぎんずいしょう）。エアリーズ共和国出身。彼女の視点から物語が進むことも多い。
アニメ版と性格・設定はほぼ同じであるが、それに加えエアリーズ共和国現大統領サエコ・クルーガーの娘で、天才少女科学者アリッサ・クルーガーの姉でもある。会議や事務的な仕事が性に合わないとかで政治家にはなりたくないと言っているが、アリッサからは「お母様（エアリーズ大統領）と同じような仕事をしている」と指摘されている。
いつも毅然とした態度であり、マイスターオトメとしても一人の大人としても信頼は厚い優秀な女性だが、学園時代は現在のイメージとはかけ離れたドジな部分もあった。現在でも、シズルのセクハラにあうと弱い部分をさらけだしてしまう。
欠点は、一度怒り出すと理不尽かつ職権乱用としか言いようの無い行動を起こすことである（その怒り方も凄まじく、怒り任せで机を壊してしまうほど）。その他にも、
- アリカの成績不振対策を、彼女より年下で、教育者でも天才でもないマシロに丸投げする
- 援助者のいないアリカが、学費を払うために休日をアルバイト漬けにしていることを把握していない
- アリカが「レナ・セイヤーズの娘」であることを黒い谷崩壊時点まで知らなかった
- タクミ十三世による黒い谷崩壊でシュヴァルツが野放図化した責任をマシロに追及する

といった「教育者」や「国際機関・独立自治区の幹部」としては問題ある振る舞いが多々見られる。
その他には、番外編で酒を飲んで酔っ払った際、オヤジキャラになってしまっている。
黒科学を毛嫌いしており、妹のアリッサが連れてきた深優の事をスレイブと同一視して「ポンコツ」呼ばわりしたが、身を挺してまでアリッサ護る姿を見て、多少は認めるようになった。
当初はマシロを異分子と見なし威圧的に接していた。ラド将軍によるヴィント市襲撃時の勇姿を知ってからは態度が柔らかくなるが、奇行・放言をあらわにしてマシロを呆れさせる。
上記の通り問題行動・発言だらけのナツキではあるが、本質的には生徒思いの人柄であり、生徒たちからは慕われ、部下からは信頼されている。
真祖フミの反応がロストしローブが展開出来なくなった時、新たな真祖になろうとガルデローベに向かった際現れた自分そっくりのHiME、NATSUKIと戦う事となる。
『嵐』ではアルタイ公国を継いだアラシによるガルデローベ乗っ取りに対抗しようとする。「ガルデローベは国際機関であり、特定国家に借りを作るべきではない」との理念から、母国エアリーズ共和国の助力も得ず、自分を含めた教職員と生徒だけで学園奪還に取り組む。しかし、独立自治区である自分達とアルタイ公国の元首たるアラシの揉め事をヴィント市警察に訴えたり、ヴィント市内にてクラブ（酒場）を違法経営して警察に拘束されたりと、的外れな行動が裏目に出続け、結局は母サエコに保釈金を払ってもらう。そして最後には、家族にいままでの的外れな行動を突かれてヘタレてシズルに泣きつく始末（さらに家族に萌えられる）。それでも生徒たちからは慕われ続けており、前作以上に驚異的な人望を示すこととなった。
オリジナルは玖我なつき。
シズル・ヴィオーラ
五柱・三の柱
伝説のマイスターオトメ・五柱の一人（三の柱）で通称「嬌嫣の紫水晶」（きょうえんのむらさきすいしょう）。ナツキの補佐役であり、才色兼備でオトメとしても確かな実力を持ったアリカやトモエ等後輩学生達の憧れの存在。京都弁をしゃべる。普段はおっとりしているものの洞察力に優れた知的な面も覗かせる。また番外編にいたっては、お酒で酔った勢いでマシロを自分の胸に無理やり押し付けてあと一歩で昇天するところまで追い込むこともあった。
性格・設定等にアニメ版との違いはほぼ無いが女の子並に可愛い外見であらば男であるマシロもお気に入りになる等、更に節操が無い。アニメ版と同じくナツキの補佐役で常に傍らで師事しており、また教師として舞闘等を教えている（より良いところを伸ばす主義）。アリカの師匠のようで色々仕込んでいるらしい。時折その時の心境を表したかのような字が描かれている扇子を広げる（内容は「美力爆発!!」「趣 おもむき」「酒池肉林」「眼福」等多彩）。ナツキと共にセルゲイの様子を監視していたが、結局は詳細を掴めなかった。風華学園が浮上してから、HiME達の中で自分のそっくりな者がいるかと思っていたが、結局おらず（読者も）残念がっていた。
『嵐』では、ナツキの的外れな行動を諌めようとはせず、むしろ警察に拘束される事態すら楽しんでいた。
オリジナルは藤乃静留。
ユカリコ・シュタインベルク
フロリンス出身。ガルデローベの教師にして通称「幻惑の瑠璃」（げんわくのるり） のマイスターオトメ。生徒の教育には熱心で、物腰は穏やかだが、時として鬼教官となることもある。オトメとしてあってはならない行為に出た者はマテリアライズして容赦なく制裁を行うが、時としてその理由がずれている事もある。以前主人と色々あって現在ガルデローベで先生を勤めているらしい。しかし、オトメの資格は失っておらずローブは装着出来る。ヴィント市民達の避難誘導をしていた時、自分そっくりのHiME、YUKARIKOのなんとも言えない破廉恥な姿にアカネ同様に取り乱す。
「ナツキ親衛隊」のメンバーであるタケダと知り合いだが、詳しい関係は不明。
オリジナルは真田紫子。
マリア・グレイスバート
現役最高齢のマイスターオトメで通称「久遠の碧玉」（くおんのへきぎょく）、学園教師兼ナツキのお目付け役。若きオトメ達の指導係であり、感情に流されない厳格な性格で、生徒からはその厳しい指導ぶりを恐れられている。ただ漫画版では性格がややヒステリックになっており、マシロくんやアリカの事はあまり快く思っていないらしい。
ガルデローベの財政面をも取り仕切っているようであり、商売熱心でかなりのやり手のような模様。アニメ版と同じで、ローブを着ると若返る（ローブ着用を嫌がる描写は無い）。お酒が入ると愚痴っぽくなる。
生活指導という立場にありながら、マシロが「庶民育ちの影武者」であることは知らされていなかったらしく、彼を叱責するときに「国家指導者としての自覚」を持ち出す。
世界の危機が去った後、マシロには通常の学業の他、護身術も教えている模様。『嵐』では少々ギャグキャラ的な扱いを受ける事が多くなった。なお、アラシにより職員および生徒がメイド服や体操服などの着用を強制された際に、ミス・マリアだけは免除された。
フミ・ヒメノ
作中ではご真祖様と呼ばれ、全てのオトメの始まりと呼ばれる人物。動くと「ピコーン」といった妙な機械音？がする。ガルデローベ霊廟に安置され、生徒の行いを評価する役割を担う。オトメちっくポイント獲得かおしおき決定かは真祖様の審判次第（ただし、審判の公正さにはいくらか疑問が見られる）。霊廟の上には巨大な真祖像が建立されており、学園と生徒達を見守っている。ローブの認証をする事が出来る「ミニ人形」の存在も確認されている。
真白姫が初めて姿を現したとき、背後に彼女らしきシルエットが見えていたが、実は彼女は真白姫と共に黄泉の世界から現世へと舞い戻ってきた「真祖様」フミ・ヒメノその人であり、マスターである真白姫の命令により、巨大な漆黒の金剛石から暗黒の「HiME」MAIを召喚する。次に、ガルデローベ霊廟に眠る自分の肉体を取り戻し（眼に生気が宿る）、オトメの力を封印する。真白の身の回りや禊ぎの手伝いをしている。マシロが真白なる金剛石の剣を手に入れた後、セルゲイの命令により真白姫を殺した後漆黒の金剛石のマイスターローブを纏い、凄まじい美力技でアリカやニナを圧倒するが、マイスターローブを纏ったエルスティンの登場により、マシロと3人のマイスター（アリカ、ニナ、エルス）の美力技に敗れ、フミ・ヒメノの魂は解放された。
『嵐』では天国で真白姫のメイドとして仕えている模様。
オリジナルは姫野二三。

### 学園関係者
ヨウコ・ヘレネ
ガルデローベの地下研究所に所属。GEMの開発に関わる科学者兼保険医。オトメ達の保護者的な立場。ミドリ・ラドとの関係性は不明。
オリジナルは鷺沢陽子。

## ヴィントブルーム王国
周辺諸国の中で、最も地球時代の技術の残っている世界の学問の中心地。王家に代々伝わるGEMは「蒼天の青玉」。
ミミ
ヴィントブルームの貧民街で売春（?）をしていた少女。アニメ版と雰囲気が違い、おとなしい性格。
かつてマシロがガルデローベから脱走したときに出会い、パンと引き換えに売春（?）しようとした。その様子を不憫に思ったマシロからお金をもらったことがある。
女王即位式の混乱で逃げまどう中エルスティンと出会い、地下道を案内してマシロ姫の攻撃から辛くも逃れたマシロたちと合流。その後ヴィントブルームの貧民街に彼らを案内する。マシロたちを案内した後、エルスティンが変装に使う帽子を貰い、スラム街の住人や避難民と共に市外に脱出する。最終話では、黒い谷からの難民の子供と仲良くやっていた。
『嵐』でも台詞はないものの少しだけ登場し、牧場で働くエルスティンの手伝いをしていた。なお、おまけページにてミドリたちにガルデローベの危機を救うように頼んでいたことが描写されている。
トモエの母親
番外編「superH（スーパーえっち）」に登場。ヴィントブルーム王国ジパング地方の温泉旅館「雛菊館」の女将。旅館の温泉が突然枯れてしまったためやむなく温泉の素でしのいできたが、トモエの進言で温泉を再びよみがえらせるために霊能力があると噂される真白姫（マシロ）をガルデローベの研修旅行に招待した。娘とミーヤの仲は認めている。
鏡の中の男
マシロが鏡の中の悪夢に囚れた際に現れた左腕に傷をもつ人物。マシロを叱咤激励して自分を取り戻させ、試練を乗り越えたマシロに真の王者の資格である真白なる金剛石を与えた。そして、マシロと真白なる金剛石の力でMAIを倒した後、魂を解放された彼女とミコトの二人と共に、マシロに未来を託し、消えていった。
真白姫の持っていたペンダントのヴィントブルーム国王と容姿が似ているが詳細は不明。
オリジナルは楯祐一。

### ヴィントブルームの王族および関係者
マシロ・ブラン・ド・ヴィントブルーム（真白姫）
ヴィントブルーム王国の次期王位継承者。通称、真白姫。第1話冒頭で殺されていると思われたが、後に古の「偉大なる魂」を黄泉から呼び寄せ究極の力を得るための儀式の一環として自分から刺していたことが判明。その次の日より、影武者（マシロ）がその代わりを務めていた。
可憐でたおやかな外見とは裏腹に予想以上に冷酷かつ残忍な性格で、自分に懐いてくる小鳥や侍従のメイド達を微笑みを浮かべながら簡単に殺してしまう程。
霊能力があると前々から噂されていたが、実はヴィントブルーム王家にはごく稀に強い魔力を持つ者が生まれ、その力でヴィントブルーム王国を支配してきた秘密があった。自らの強大な魔力と魔神「HiME」達の力で自分がこの世界（惑星エアル）の全権を握ろうと企んでいたが、彼女もまたセルゲイの操り人形に過ぎず、自らが操作していたと思っていたフミによって殺される。実際には彼女は蘇っておらず、フミが高次物質化能力によって作り上げた人形に彼女の魂を込めただけに過ぎなかった。死の直前、マシロと双子の兄妹であることをセルゲイに教えられる。口ではマシロを兄と認めようとせず、自分は両親の唯一の子供と複雑な涙を流しながらマシロの腕の中で息を引き取り消滅した。
『嵐』では、最終回にて天国で出会ったナギを尻に敷くイメージが出てきた。
オリジナルは風花真白。
ヴィントブルーム国王夫妻
マシロと真白姫の実の両親。すでに鬼籍に入っているため、「マシロ姫」が唯一の王族となる。
作中には国王夫妻に関する言及（いつ、どのように鬼籍に入ったのか）はほとんど無い。数少ない言及も、
- アリカが、故郷の村が壊滅する際にオトメを派遣してくれなかったことを恨んでいる
- 『真白姫は成長したら世界に災いをもたらす』という預言に背き、正しく育てると称しておきながら、その真白姫を冷遇していた（真白姫の主観ではあるが）

といったマイナスの要素が強く、故意ではないもののセルゲイの陰謀を幇助していた感があり、悪印象を持つ読者も少なくは無い。
容姿が楯祐一と鴇羽舞衣にそっくりであるが、詳細は不明。
レナ・セイヤーズ《元マイスター乙HiME（オトメ）》
本名レナ・ユメミヤ（旧姓 セイヤーズ）。先代の「蒼天の青玉」のマイスターオトメ。
マイスターオトメを引退して10年前までは、幼い頃のアリカ、万一のためにと先代ヴィントブルーム王から預かった王子（マシロ）の2人（ユメミヤ姓の夫もいるはずだか、詳細は不明）と共に平和に暮らしていたのだが、カグツチの襲撃を受けた際、2人の子供達と生き別れになり、ショックで心を病んでしまった。幼馴染みのラド（レイト）によって助け出され、彼の妻として扱われる。
現在でも気を病みマシロをアリカと認識してしまうが、カルデア襲撃の際になんとか自我を取り戻し、2人の子供を守るため戦った。
ガルデローベ霊廟からフミ・ヒメノがいなくなった後、彼女の代わりに新たな真祖（新祖）となる。最後まで正統なヴィントの後継者であるマシロと、実の娘でありマシロの乙HiMEであるアリカのために行動していた。
新祖となってからは、マシロやアリカ達を厳しく指導しているが、孫を欲しがってマシロに本命を決めさせようとしたり、マシロの一週間限定のお世話を賭けた舞闘を開催したり結構いい加減な所もある。
また、悪く言えば「長年引退し、住んでいた村を守れず、テロリストに養われていた」という外聞の悪い身でありながら、ドサクサにまぎれて新祖になったことをガルデローベ外のマイスター乙HiMEたちからどう思われているのかは不明。
オリジナルはキャラクターデザインを担当した久行宏和繋がりで『新世紀GPXサイバーフォーミュラ』シリーズの結城レナ。
アオイ・セノー
王宮に仕えるメイド。第1話冒頭で、殺害された（と思われた）真白姫を最初に発見した。
オリジナルは瀬能あおい。

### ヴィントブルームの公務員
ユキノ・クリサント
ヴィントブルーム市警察の署長。ハルカとは幼なじみの関係にあるようで、まだ若輩者ながらキャリア組を行く警察の勝ち組。狙撃の腕は良く12mm精密狙撃レールガン「ミロワール」でスレイブGEMを撃ち抜いている。
幼馴染みのハルカとは厚い信頼関係と固い絆を持ち、彼女の無茶な行動を心配し苦労もするが、ハルカの信念に共感して共に無茶をする事も。女王即位式ではハルカと共に警備の指揮をとる。
オリジナルは菊川雪之。
ハルカ・アーミテージ
ヴィントブルーム市警察の自称「警部」（正式な階級は警部補）。自称「ヴィントブルーム市警に咲く正義と規律を愛する大輪の薔薇」。秩序を望み、混沌を嫌う実直な性格で、オトメをあまり好いていない。差別感を持たずたとえ難民でも、どんな手を使っても市民を守りぬくことを自身の信念とする正義感の塊。色々な場面でマシロに助言を与え決心を固める切っ掛けを作った。現場主義。父親の形見の十手を常に持ち歩く。
漫画版ではオトメではない。かつてオトメになろうとガルデローベの門を叩いた事があったが、入学試験を受ける前に門前払いを食らってしまった（門前払いの理由は明言されていない）。
専用改造パトカーに同伴する砲撃車両に搭載された300mm粛正砲「光黙天」や連装300mm粛正砲「光黙天Mk-II」でテロリストを攻撃し、対スレイブ用粛正砲「光黙天Mk-III」でスレイブを撃ち抜き、「光黙天Mk-V」で難民の為に食糧倉庫のシャッターを破壊した。「光黙天Mk-IV」は兵器品評会で展示されていたが未使用。「光黙天Mk-VI」はマシロたちを助けたり、ガルデローベの援護に使用されていたが、HARUKAとYUKINOに破壊される（その後はバズーカを使う）。
続編『嵐』では、アルタイの横暴を訴えてきたナツキたちに対し、「宝石強盗の件で忙しい」と、すげない態度をとった。もっとも、独立自治区でありながら他国との軋轢を、これまた他国の市警に訴えるガルデローベ側にこそ問題があるのだが。それ以後も違法クラブを摘発するなど、ガルデローベ側から見て妨害者として振舞うが、生徒達には寛大に接していた。
オリジナルは珠洲城遥。愛称はやっぱりでぼちん（京都弁で額が広いこと）。
タツヒコ・ゴロビッチ・ザイツェフIV世
セルゲイの部下。アニメ版とは異なり、市民を蔑ろにする上司に戸惑うばかりの役回り。
アリカ達が深優に舞闘を挑んだ時、その司会をイリーナに変わって務めている。オトメファンでかなりのマニア。アリカの成績まで把握しており、セルゲイからも「やけに詳しいな」と言われるほど。オトメに偏った解説をし、セルゲイに睨まれた。以後は登場しない。
オリジナルは財前達彦。ただし、前作漫画版では未登場。

## アルタイ公国
ヴィントブルーム王国の北方に位置する寒く、貧しい巨大軍事国家。元首たるアルタイ大公家は「暗黒を司る血」を受け継いでいる。
ナギ・ダイ・アルタイ
アルタイ公国の元首。ニナのマスターになる予定の人で、アニメ版と同様に真白姫の許婚（政略結婚の色彩が強かった模様）。
アニメ版同様の暴君振りを遺憾なく発揮している。気まぐれで2〜3以上の国を地図から消した事があるらしい。悪党国家の首領（または乱世の奸雄とも）と評判は悪く、各国の要人から嫌われている。現在ロムルスとの国境付近で鉱山争奪の紛争中であり、ヴィントブルームをも手にいれようと目論む。アラシの回想によると、「アルタイを最強国家にして世界中の人間を奴隷にする」ことが夢らしい。
セルゲイとは面識があり、詳細は不明だが、かなり険悪な仲でワザと「少佐（アルタイ軍人時代の官位）」呼ばわりしている。
ガルデローベで開かれた歓迎レセプションにて、オトメを「権力者の奴隷」と侮蔑しながらニナを不当に鞭打ちした。その為マシロに殴られるが、怒っているどころか本人は寧ろマシロの事を更に気に入ったようである（実はMの気あり）。
黒い谷の一件後、ニナを自国のマイスターオトメとして迎え入れるために飛び級卒業させる。戴冠式の日、マシロに本気で惚れ込み正式に婚約を申し込む。しかしセルゲイによって戴冠式でのシュヴァルツ襲撃の首謀者として濡れ衣を着せられてしまいやむなく逃亡。そしてアキラとミユの戦闘に巻き込まれ風華宮の地下に転落、そこでマシロ達と合流するもセルゲイと真白姫から真実を聞かされてしまう。それでも戸惑いつつもマシロ達と共にセルゲイの野望に立ち向かうが、ミコトがマシロを狙って攻撃した際、身を挺して庇い致命傷を負う。死の間際にニナにマシロを守れと最後の命令を下し、マシロを「真の王」と認め、自分の「黒焔の金緑石」の指輪を渡して息絶えた。その体は「HiME」復活に利用されてしまった。
性格は悪いがアニメより人間らしいところがあり、いわば普通の野望を抱く少年王として描かれている。また、平民を見下す言動はあるものの、平民・難民といった弱者を虐待する描写は無い。『嵐』では天国で妹を見守りながら、本物の真白姫とそれなりに幸せに暮らしているイメージが登場した。
オリジナルは炎凪。
アラシ・ダイ・アルタイ
ナギの「双子の弟」を名乗る、彼の次代のアルタイ大公。兄以上の暴君ぶりを発揮して突如ヴィントブルーム王国やガルデローベ学園の債権を買い占めて、マシロを含めたガルデローベ学園の生徒やオトメ達を全員奴隷にしてしまった。
頭に血が上りやすく、マシロが脱走した際に怒りに任せて国境の第一機甲師団を動員したことがある。また、各国の政府・有力者の息が係ったオトメ達を「ガルデローベの債権主」というだけで隷属させたら国際問題になるはずだが、そのことを考慮していたのかは不明。
序盤では、エルスの色仕掛けが通用せず、着替えを誰にも見せないなど、不審な点が多々みられた。それらの伏線が示していた通り実は女の子で、双子の弟ではなく妹。非常なブラコンで兄・ナギを「兄上のお嫁様になる」と述べるほど敬愛し、二人で世界を征服することを夢見ていた。そのため彼の死を完全に誤解し、マシロやオトメ達（特にニナ）を逆恨みしていた。卑劣そのものの策略を駆使し、ガルデローベ関係者が開設した違法クラブを摘発させ、（社会的に）ほぼ壊滅状態に陥らせてしまった。
マシロに関しては、「兄を横取りしたあげく、見殺しにした女」として一際の恨みを寄せており、アリカ達からも引き離して自身のメイド（専属奴隷）として酷使する。
結局はコスモビューティーズとの戦いを経て、マシロの正体を知り誤解を解き、借金も帳消しにする。そして身を挺（てい）して自分を救ってくれたマシロに対して兄・ナギ以上の異性として恋心を抱くようになった。後にコーラルの制服を着てマシロたちの前に現れ、マシロを独占しようと企む。なお、地位を捨てて普通の女の子としてガルデローベ学園に入園してきたのかは作中で明言されていない。
マシロやニナに対しては憎しみを向けることはなくなったが、ナギ大公殺害の主犯であるセルゲイ、ナギ大公殺害を（故意ではないものの）幇助したタクミ十三世とアキラ・オクザキ、「シュヴァルツ構成員」としてのセルゲイの上司であるミドリに対する感情は明言されていない。
アラシが学園に乗り込んでくるまで、ガルデローベ教師陣、ニナ、マシロは、「ナギに双子の兄弟がいる」ことすら知らなかった。
マリー
楊貴妃と共にアルタイ次期国王候補アラシの秘書を務める女性。陰でアラシをボンクラ呼ばわりする。
実は「宇宙を股にかける美人宝石泥棒（強盗）」コスモビューティーズだった。真白なる金剛石を狙い、アリカを人質にして脅迫するが、オトメらが協力して借金を返済してローブの封印が解除された為、形成が逆転。アリカ、ニナ、エルスの合体技「永久三角関係包囲網」の前に一撃で粉砕された。
オリジナルは漫画版『舞-HiME』の大宇宙三大美少女の一人、マリー・アントワネット。両方とも前作に比べると小悪党感が漂っている。
「宇宙を股にかける」と称していたが、漫画版『舞-HiME』同様に地球外の天体を本拠地としているのかは不明。
楊貴妃
マリーと共にアルタイ次期国王候補アラシの秘書を務める女性。マリーとは所謂百合の関係。
実はマリー同様、「宇宙を股にかける美人宝石泥棒（強盗）」コスモビューティーズだった。真白なる金剛石を売り飛ばし、マリーと共に大金持ちになろうと目論んでいたが、真白なる金剛石がどういうものなのかは何も知らなかった模様。マリー同様アリカ、ニナ、エルスの合体技「永久三角関係包囲網」の前に一撃で粉砕された。
オリジナルは漫画版『舞-HiME』の大宇宙三大美少女の一人、楊貴妃。

## エアリーズ共和国
惑星の中では最も経済力に富み、惑星エアルで唯一（議会）君主制ではなく共和制を敷いている経済大国。
サエコ・クルーガー
エアリーズ共和国現大統領。ナツキとアリッサの母親。典型的な子煩悩・親バカで、ナツキに会うやいなや泣きながら飛び付いてついて頬をすりあわせていた。常時眼鏡着用。
明るくテンションが高く能天気で娘たちより子供っぽく見えるが、各国の要人がナギ大公が襲撃の主犯と思っている中、その余りの手際の良さに疑問を持ち、ミユにアリッサを通してナギの保護を命令する等、冷静沈着さと優れた洞察力と判断力を持ち合わせてもいる。
『嵐』では、ナツキがヴィント市警察の厄介になったことを聞きつけ、保釈金（クルーガー家の私財か、エアリーズの公金かは不明）を持ってヴィント市を訪れる。なお、ナギ大公の保護を妨害し、愛娘がアラシに逆恨みされる遠因となったあげく、何も事態収拾に貢献しなかったタクミ十三世に対する感情は明確に描写されていない。
オリジナルは玖我紗江子。
アリッサ・クルーガー
アニメ版に登場する金色の小鳥アリッサの漫画版。エアリーズ共和国大統領サエコ・クルーガーの娘で、ナツキ・クルーガーの妹でもある。前作のようにクローンと言及はされないが、真偽のほどは不明。ナツキと同じ髪飾りを着用している。
かなりのお姉ちゃん子であり、ナツキに宛てて頻繁に手紙を送り、一日も早くエアリーズに帰ってくることを望んでいる。発掘兵器であるアンドロイド・ミユをベースに要人警護用アンドロイド兵器“MAID”を開発・量産化した天才児科学者であるが、それも「オトメが必要なくなればお姉ちゃんもエアリーズに帰ってきてくれる」という一途な思い故である。
『嵐』では真祖像に隠されたシステムを発見し、真祖像を巨大ロボとして操縦、マシロ達の危機を救う。ナツキの的外れな行動を指摘する際に大きな顔をするが、姉に泣き付かれるシズルを羨ましそうに見ていた。
オリジナルはアリッサ・シアーズ（玖我アリッサ）。
ミユ
（Merciful Intelligential Yggdrasil Unit）《マーシフル・インテリジェンシャル・イグドラシル・ユニット》
正式名称は“アイアンメイデンシリーズ タイプ00-ミユ”。エアリーズ共和国で発掘された地球時代の遺産であるアンドロイド。地球移民歴以前の遺跡から発掘された。普段は眼鏡をかけたメイドの姿をしているが、高度な知能とマイスターオトメに匹敵する戦闘能力を有し、戦闘時には、オトメのローブに酷似した戦闘用武装“ミスリルドレス”を瞬時に装備する。ナツキがオトメvsメイドの比較試験を行った際、一瞬にしてアリッサの銅像やウェディングケーキを作っている。また瞬時に計算式やダッシュもできる。他にもコーラルNo.1のバスト93cm・Fカップのエルスティンのバストを解析、自由自在にバストを巨大化することもできエルスティンに敗北感を味わわせているもいる。夜中に部屋に忍び込み、マシロがベッドに寝転んでいるところに天井から現れ、服を脱ぎながらマシロにオトメでは味わえない快楽を教えようと豪快に襲いかかったが、偶然にもアリカ、ニナ、エルスティンに発見され野望を阻止される。なお、その時は三人揃ってミユにキレていた。
長い間、クルーガー家所有の倉庫に保管されていた所を、アリッサ・クルーガーにより解析され、エアリーズ共和国の最新兵器“MAID”のベースとなった。過去の記憶メモリーは消去されていなく封印されていた。
オリジナルは深優・グリーア。

## カルデア帝国
強大な軍事力、礼節を重んじる気風、歴史ある町並みなどで有名な由緒ある国家。しかしながら近年は選帝侯家の対立やマルドゥーク家の度を越した遊興、大規模テロの噂など不穏な動きがある模様。
タクミ十三世
漫画版における鴇羽巧海頭忠頼。選帝侯家の生まれで、ジン亡き後のカルデア帝国次期皇帝として、「黒い谷」に潜伏するミドリを燻り出すために自ら前線に立ち、帝国軍の指揮を執る。身体が虚弱で車椅子に座っている。
性格は舞-HiME漫画版の黒曜の君の時に近い。残り少ない命ながらも、自国の民を守る為なら冷酷な行いをする王としての覚悟、そして非情さと目的の為には手段を選ばない冷徹な信念を持っている。自分の為に非人情的な行いをしようとするアキラに配慮するなど優しい面もある。また、公務中はアキラを「アキラ」と呼ぶ主従関係であるが、公務中以外ではアキラを「アキラ君」と呼ぶなどオリジナルの巧海と晶との関係に近い。
欠点として、目先の利益に捕らわれて視野狭窄に陥り、非情な考え方が更にエスカレートしてしまう。
マシロに「王たる者は人の感情を超越し行動しなければならない」と説き、「蒼天の青玉」の真の力を引き出したアリカにアキラと舞闘をさせるが、駆けつけてきたナツキに、自らが個人的な私闘の為にオトメ達を戦わせている事を指摘され、マシロ共々冷静さを取り戻し、カルデアに撤退した。
マシロの即位式ではカルデアからの来賓として出席し、ナギ大公と険悪な雰囲気を作り出す。セルゲイがナギに濡れ衣を着せたときには、アルタイの力を削ぐべく、「セルゲイに協力する」という名目でナギの捕縛を目論む。そのため、アキラに命じてナギ保護にあたったエアリーズ勢を妨害する。結果的には、ナギはミコトの手にかかって死亡し、その血によってHiMEが復活してしまった。
セルゲイとの決戦時には、マシロが「庶民育ちの影武者」であると知りながら、「彼女」こそが自分達にとっての「マシロ姫」であるとして協力を申し出る。この時、マシロの性別まで知り得たかは不明。
『嵐』ではアキラと一コマしか登場しない。
「極僅かなテロリストを捕えるために難民を攻撃する」という行動のせいで、マシロやナギ、サエコに比べると「弱者を虐げる権力者」という印象が強い。ナギが平民・難民を虐待する描写が無いことも、返ってタクミ十三世の悪印象に拍車をかけている。
また、前述した「ナギの保護妨害→ナギ死亡→HiME復活」をはじめ、
- 黒い谷の崩壊→なぜかマシロがナツキから叱責される
- ナギの保護妨害→ナギ死亡→ナギを慕うアラシがマシロとガルデローベを逆恨みして大規模な嫌がらせを行う

という風に、彼の行動がマシロに災厄をもたらす結果となっている。しかも、タクミ自身は事態収拾に大して貢献していない。
ナツキからの叱責については、ある事情で機嫌の良かったセルゲイがマシロを擁護することで収まった。アラシの説得については、ガルデローベとエアリーズの面々、ハルカとユキノだけで解決しており、二件とも、タクミは文字通り「何もしなかった」。とはいえ、「残り少ない命」であることを慮っての事か、マシロですらタクミを糾弾することはなかった。
オリジナルは鴇羽巧海。
アキラ・オクザキ
漫画版における尾久崎晶。「玄内の橄欖石」（げんないのかんらんせき）を持つタクミのマイスターオトメであり、学園在学中、唯一ガルデローベの制服を纏わなかったことで有名な女性（既に伝説になっている。エルスがその伝説に言及した際、お兄様と言い間違えそうになっていたほど）。マイスターローブは、忍者風をイメージしたローブと武器を使用する。
美力によりミドリのREMを破壊し、彼女を追い詰めた。レナに致命傷を与え損ねた事に対して思わず舌打ちするなど、タクミ同様非情な面がある。同じカルデアのオトメであったお超夫人ことレイラを慕っていたため、レイラの敵（ミドリ）を討とうとした。この時は、タクミからの命令でもあったが恐らく私情をはさんでいた。
「オトメはマスターに対して絶対服従、同じ志で有らねばならない」という考えを持ち、タクミ十三世の命を受けてアリカと舞闘を行うが、シズルに阻止され撤退する。
マシロの即位式ではタクミの付き添いとして出席する。セルゲイがナギに濡れ衣を着せたときには、タクミの命令でナギ救出にあたったエアリーズ勢を妨害する。結果的に、ナギはミコトの手にかかって死亡し、その血によってHiMEが復活してしまった。
HiMEとの戦いでは、自分そっくりのHiME・AKIRAと戦い、コギャル口調でタクミを自分のものと言い張るAKIRAに少々切れ気味だった（またこの時タクミも目が点になっていた）。
タクミの身体が虚弱であるため、恐らくタクミが死んだら、アキラはオトメのままならば死ぬ。また、公務中以外ではタクミに対する口調はオリジナルの晶に近く、公務中に「アキラ君」と呼んだタクミを顔を赤くしながら叱咤した。
オリジナルは尾久崎晶。
ジン
漫画版における当初のカルデア帝国皇帝。レイラのマスター。レイラに血の滲む特訓を行い、彼女を最強クラスのマイスターにまで鍛え上げたが、驚異的なミドリの力の前にレイラが殺された事でその命を終える。消滅寸前にタクミにカルデアの未来を託した。
レイラ・マリポーサ
カルデア帝国皇帝ジンのマイスターオトメ。ナツキやシズルの先輩であり（ナツキは名前を聞いただけでかなりビクついている）、通称「麗竜の天藍石』（れいりゅうのてんらんせき）または「お超夫人」。ユカリコとは同期。他のオトメ達からも人望が厚い。護送されていたミドリが復活した際に、シズルとダブルス（タッグ）を組んでミドリに戦いを挑む。マイスターとしての実力は確かなものであり、美力でミドリを圧倒したかに思われたが、逆にパワーを全開にした愕天神の前に瞬殺される。
スケール三姉妹
スケール公をマスターとする三姉妹のオトメ。通称、掃討駆逐オトメ部隊「スケール」。巧みな連携攻撃でスレイブを次々と殲滅していったが、ラドの自爆に巻き込まれ、全滅。
オリジナルは漫画版『舞-HiME』の目盛三姉妹（スケール・シスターズ）。
スケール公
スケール三姉妹のマスター。シルエットのみの登場で、年齢・性別いずれも不明。
「黒い谷」攻撃に参加するが、スケール三姉妹を全滅させられてしまう。その後の描写はない。
マルドゥーク候
カルデア帝国の貴族。名前のみの登場で、年齢・性別いずれも不明。
帝国政府にも無断で自分の領地に大歓楽都市「マルドゥーク」を建設し、ガイドブックの記事にされた。結局のところ、都市マルドゥークはミドリによって滅ぼされたが、マルドゥーク候本人の去就は不明。

## シュヴァルツ・黒い谷
圧制の打破と科学力による民衆の解放を標榜し、あらゆる国家の要人を暗殺対象とするテロリスト集団。構成員は普段は一市民として市井に潜み、“黒い手紙”による指令を受け取ると信念から命を賭して手紙に記された内容どおりの任務、計画を遂行する。また組織の中には暗殺対象への賞金が懸かるシステムがある。主要構成員として頭領のミドリと完全義体化した幹部4人が確認されている。ただし頭領のミドリ等の意志はすべての末端の構成員までは届いているとはいえず、貧民をもテロの巻き添えにするルーメンや、何やら陰謀を抱えている同志「S」一派のような例も見受けられる。
本拠地となっている黒い谷はアニメ版とは設定が大きく異なる。広大な砂漠の中にあり、谷と言うより廃墟ビルと瓦礫の都市。その為、長い間発見される事がなかった。シュヴァルツの本拠地で権力者同士の争いに巻き込まれた難民が保護されている。カルデアの襲撃で壊滅状態になり、その後難民はヴィントブルームに保護される事となる。セルゲイとの戦いが終わるとミドリたちも風華宮の工事現場にいる。
続編『嵐』では工事現場ではなく牧場に姿を見せていたが、実際にそこで働いているのかは不明。
ミドリ
シュヴァルツの頭領＝首領。自称17歳、首もとに「sex XVII（17歳）」とあるように誰が何と言おうとも17歳を貫く。インコを連れている。REMによる高次物質化能力を操り、生身でもマイスターオトメ二人の攻撃を弾き返す恐るべき戦闘力の持ち主。
現在の惑星エアルを支配する貴族階級と王制を腐敗極まる圧政者と見なし、封印された黒科学の力で真に平等な世界を築くために、手段を選ばず革命へと邁進する恐るべき理想主義者。装着型スレイブ「愕天王」と究極合身（これの元ネタは聖闘士星矢）、強攻装着型スレイブ「愕天神」となることで究極無敵の超戦士へと進化する。武器はハルバード。その破壊力はカルデア第二の都市であり随一の歓楽街でもあるマルドゥークを焦土と化し、カルデア軍一個師団をも壊滅させるほど。捕らえられるまでに数千の死傷者を出し、生きた破壊神（ウォーキングカタストロフ）と怖れられる。しかしそのポテンシャルはREMに大きく依存している為、これを破壊されると自力で動けなくなる。
漫画版『舞-HiME』と同様に初登場は17話であり、前作同様南沙織の「17才」を歌いながらの登場であった。必殺技はミドリ・ウルトラ・ダイナミック。マシロと対立するも、カルデアの黒い谷襲撃後にその資質を認め、和解する。
HiME出現当初はガルベローデの為に戦う事を拒否していたが、「真祖レナはラドの愛した女だから」と戦いを決意。ヴィントブルームに現れた自分そっくりのHiME・碧の愕天王同士とぶつかり合う。
オリジナルは杉浦碧。
ラド
本名レイト・カンザキ。ガレリア出身。完全義体化したシュヴァルツの幹部で、将軍の地位を持つ。実は、アリカの父親（ただし血の繋がりはないので義父）である。
黒い谷の民からは絶大な信頼を寄せられており、ミドリがヴィントブルームに囚われ不在の間はシュヴァルツの総指揮を執っていた。シズルと互角の戦いを繰り広げる剛の者で、捨て石覚悟で戦っている武人肌の人物。
ただし、市街地襲撃に無辜の市民を巻き添えにするルーメンを同行させたり、アリカの迎えに「夜の野獣」としか言いようの無いカズヤ・クラウゼクを派遣したことで彼女の貞操の危機を招いたりと、どうにも人選ミスが目に付く。
同じガレリア辺境伯領出身のレナ・セイヤーズとは幼馴染み。レナとは相思相愛だったが、彼女は恋を捨てオトメになる道を選び、自らも彼女と別れた後にシュヴァルツに参加し完全義体化の手術を受けている。それ以降、完全に歩む道の違えた二人は会う事無く、レナは引退後にレイト以外の男と結ばれてしまった。だが10年前、故郷のガレリア襲撃事件の際に駆けつけた際、焼け跡から偶然にもレナと再会。子供達を失った事等によるショックで心を病んでしまっていたレナを黒い谷に迎え入れ、自身の妻として扱う。なお、悪く言えば「村一つ守れなかった元オトメ」と結婚することを、部下や黒い谷の民たちが反対しなかったのかは不明。
18話において、アリカに自らが父親（義父）である事やレナの生存を伝え、シュヴァルツに迎え入れようとした。血の繋がりはなくともアリカに対する愛情は強いのだが、前述の通りアリカの貞操がカズヤに奪われかねない事態を招いたり、本人の意思も確かめずに「アリカは我らと共に戦う」などと1人決めしたりと、誤解を招く言動・行動により、アリカ本人からは反発されていた。
カルデア帝国軍襲撃の際に、マシロとアリカの本契約の時間を稼ぐ為にあえて盾となり致命傷を負う。そしてマシロやアリカに未来と希望を託し、敵もろとも自爆。アリカより、死の間際に父と呼ばれた事で喜びを感じながら「我が娘」と心の中で呼びかけ、散って逝った。
オリジナルは神崎黎人。ただし、前作漫画版では未登場。デザインモチーフはGUILTY GEARシリーズのジャスティス（頭の一部が酷似している）。
ルーメン
鋼鉄製のムチを武器とする、完全義体化したシュヴァルツの幹部。ラドに率いられて、ナギ大公誘拐作戦に参加した。
権力者に対する憎しみがあり革命に対する思いは本物のようだが、何も行動しない市民にも怒りを持ち、行動する力のないスラムの貧民ごと攻撃しようとする危険な考えの持ち主。
革命遂行型スレイブ「ロベスピエール」を駆るも蒼天のマイスターローブを着装したニナの美力に破れ、他の革命同志（ラド）に志を託し消滅。
たいして人望は無いらしく、「ルーメンの敵討ち」を掲げる構成員や、ルーメンを手にかけたマシロたちを恨む黒い谷の民はいなかった。また、脱獄したミドリがルーメンの死を悼む描写も無かった。
アニメ版と違い、自分の力と思想に酔って弱者を虐げるテロリストで終わってしまっている。他の幹部達には難民を守る描写があることも、ルーメン個人の自己中心性を際立たせている。
ガル
完全義体化したシュヴァルツの幹部。
お手玉や資材を浮遊させるなど、重力を操る能力を持っているらしい。
ラドが風華宮を襲撃している間に、ミドリ奪還を実行。ミドリにREMを渡した後は、後方からスポットライトのごとく光を発していた。
黒い谷が襲撃された時は難民の避難を指揮し、ミドリやダイン共々、谷を去る。
女王即位式の祭典ではその身なりを生かし、道化師として潜入し、近くの子供達にお手玉芸を披露する等の器用さも見せる。MAIの攻撃からニナを救う。
最終決戦時は自身の身体をミドリのREMの代わりにしてミドリと共に「新」祖防衛に駆けつけた。
ダイン
完全義体化したシュヴァルツの幹部。一人称「あっし」。
ミドリを「親分」と呼び、語尾に「ヤンス」と付けるなど、アニメ版と比べて言葉を喋る事が多い。シュヴァルツの構成員のデータを持っている事から、体格に似合わず細かい仕事をしているようである。
黒い谷が襲撃された時はマシロとアリカの本契約の時間を稼ぐ為に、ラドたちと共にスケールと交戦した。
女王即位式の祭典には大きなクマの着ぐるみを被って潜入する。MAIの攻撃からアリカを救い、床を殴り穴を空けて脱出口を作った。
同志「S」
本編前半から中盤にかけて、シュヴァルツ襲撃の手引きをしていた人物。その頃には実際に姿を見せるどころか一言のセリフすら発さず、ラドたちによって存在が語られるのみであった。黒い谷崩壊後は、ミドリの統制から離れた構成員を引き込み、己が手駒としていた。
その正体は、「セルゲイ・オーギュスト」本人で、己の野望のためにシュヴァルツを利用していた。
暗殺者
第一話でマシロに襲い掛かったシュヴァルツの暗殺者。腕を機械化しているサイボーグで、スレイブジェットンを操る。ハルカの事を「でぼちん」と呼んだ。モデルは漫画版に登場する不良（奈緒の鍵）。
カズヤ・クラウゼク
アリカのファンだといって彼女に近づいて来た青年。アリカに様々なプレゼントを贈ったり、デート（遊園地）に誘ったりした。自らの好みの女性には、紫色の薔薇をプレゼントに送っている。マシロのような風貌の女性が好みで、まっ平らの胸の女性も好み。マシロの股間をつかんだ事で鳥肌を立てた。
マシロ曰く「完璧な遊園地デート」を演出した後は、夜になって、アリカをホテルのスイートルームに連れ込んだ。いやらしい目つきと鮮やかな手つきでアリカの着ている服を無理やりはぎ取り、ベッドへ強引に押し倒し、夜の野獣になってアリカのオトメの純潔（処女）を奪おうと豪快に襲いかかろうとした。実はシュヴァルツの一員で、ラドの命令でアリカを「黒い谷」へ連れて行くという命令を受けていた。女体拘束型スレイブ「ドンファン（ヌルヌルしている触手）」で自分のペットにしようと、アリカやマシロ、エルスティン達を捕獲する。
実はアカネとも交際しており、彼女がガルデローベを休学していたのは、行方をくらましたカズヤを探すためであった。尾行してきたアカネに見つかり言い訳するも、触手で美少女達を拘束するという光景に説得力などあろうはずも無く、怒りの美力により処刑される。
アニメ版と違い、ただのプレイボーイで終わってしまっている。人選したラドの管理能力を問い質したくなるご乱行ぶりであった。
オリジナルは倉内和也。
難民の子供（1）　
黒い谷で暮らしていた難民の少年。逆立った黒髪と手足に巻いた包帯が特徴。
活発そうな性格で、ヴィント市に収容された後も近隣住民とはうまくやっていたらしく、小売店からジャガイモ一箱分を貰ったこともある。
マシロをそれなりに評価しており、「彼女」が女王になれば自分たちの待遇もよくなると期待していた。
難民の子供（2）
黒い谷で暮らしていた難民の子供。正確な性別や髪の色（金髪か白髪）は不明。右目と右足を義眼・義足で代用している。
義足を「黒科学は違法」として兵隊に没収されたことから役人たちを憎んでおり、大人になったらラドのような革命家になって、腐敗権力者たちを制裁すると息巻いていた。
そんな彼ないしは彼女の怒りは、自分達を収容した後は何もしないマシロにも向かっており、一時は「彼女」のことも腐敗役人と同一視していた。その後、自分たちのために王宮の食料庫を開放した事で多少は認めた様子である。
最終回ではミミと共に笑顔でいる姿が見られる。また『嵐』ではミミやミドリとともに一コマ登場している。

## HiME
伝説の「炎の七日間」において、世界を焼き尽くし滅ぼしかけ、どこかで眠りについたと言われる力と恐怖、破壊と絶望の権化、美しき暗黒の魔神達。中でもMAIは最凶とされる。チャイルド召喚に「鍵」は必要ないようである。「乙式」の原型になった高次物質化能力者達のコピー。メンバーやチャイルドを見る限り、漫画版舞-HiMEと間接的に繋がっている事がうかがえる。性格はSHIHOの電波っぷりを除けば正反対。全員が同じアクセサリーを持つ。正体は過去のHiMEのデータを基に作られたコピーに過ぎない。脆い弱点が存在するらしいが、劇中では説明だけで描写はされなかった。歪んだ記憶を植え付けられているらしい。
MAI（舞衣）
漫画版における鴇羽舞衣。手から炎を放ったり、黒く巨大な火竜の姿をした私生児（チャイルド）「カグツチ」を呼び出して操る事が出来る。その力は世界を焼き尽くしたと言われる最凶のHiMEに相応しく、チャイルドを使役しなくてもマイスターオトメ二人がかりでも全く歯が立たない。真白姫が制御しており、十年前にも召喚されたらしいが、制御に失敗して暴走させてしまっている。その惨劇はアリカに大きなトラウマを残した。戦いの最中、マシロの姿（片腕を怪我している）を見て、記憶の中の「片腕に傷を持った男」の姿をダブらせ、狂乱しながらマシロを殺そうとしたが、アリカが引き出した蒼天の青玉のもう一つの真の力と姿によって、一時的に退けられる。風華学園が上がって来た時、他のHiME達と共に再登場。真白姫の命令により、水晶宮に侵入したマシロ、アリカ、ニナの3人を殺そうとするが、真白なる金剛石を持ったマシロによって倒され、真実の記憶を取り戻した彼女は、同じく解放されたミコトとマシロを激励した人物の二人と共に天へと昇天した。
真白姫の持っていた先王夫妻の写真入りペンダントの王妃とも容姿が似ているが詳細は不明。だが前作を見た読者は、マシロに「片腕に傷を持った男」をダブらせて「私を散々傷つけて弄んだあの男みたい！！」との台詞を発したこと、「楯祐一に酷似した父、風花真白に酷似した子」という王家のありようから、「祐一と舞衣と真白の間に、何かあった?」と指摘するものも多い。
また、王妃に容姿が似ていることを、目撃者の誰からも指摘されない。
ミコト（命）
HiMEの一人。MAIらHiMEの復活のためセルゲイに手を貸している。普段はヴィント市で暮らしている黒いデブ猫だが、猫耳を着けた人間の姿になれる（マテリアライズして人型になるらしい）。猫手型のスレイブGEMとスレイブ「ミ6（巳六）」とミロクらしき剣を所有。HiME復活後は巨大化できる小動物型のチャイルドを連れている。自らの手を武器（爪）にしたり、尻尾の毛を刃にして飛ばす事も可能。奇妙な力でマシン兵器を暴走させたり、ミドリの護送車に近付いて電子ロックを解除したりしている。密かにマシロを監視しており、彼女（彼）に秘密がある事に気付き始めていた。第20話において自らの正体を明かし、マシロ達を「黒い谷」へと案内した。マシロによってMAIが倒された後に、自らも呪縛から解放される。呪縛から解かれると同時にMAIに対して「御主人様」から「舞衣」に変わった。
漫画版『舞-HiME』の世界ではミコトのキャラクター（額に×字傷のついた黒いデブ猫）は抱きマクラの柄であったりパンツの柄であったり行楽地の着ぐるみであったりもするが、詳細は不明。
また漫画版『舞-HiME』の第20話に登場したペットのオーファン、ポチも登場している。
オリジナルは美袋命だが、性格・容姿共に宇宙三大美少女の楊貴妃に近い。
NATSUKI（なつき）
ナツキ・クルーガーによく似たHiME、漫画版における玖我なつきに瓜二つ。拳銃型のエレメントの他、黒犬の姿をした愛し子（チャイルド）「デュラン」およびジュリアとの合体チャイルド「デュラン・スプラッシュスターを操る。ガルデローベ霊廟に向かおうとしたナツキ達の前に現れる。自称「真の宇宙一の美少女」。
ナツキの事を年増と呼んで、馬鹿にした。外見的には、ナツキより少し若い（ナツキに勝つ）。大きな胸を持つ女性が嫌い。MAIとは対照的に饒舌。実は胸パッドだった（ナツキに負ける）。力を取り戻したナツキのエレメントによって一時的に退けられる。その後、風華学園で他のHiMEと共に再登場し、NAOと共に行動する。他人を奴隷扱い（「奴隷ちゃん」呼ばわり）する部分は前作の「玖我なつき」と大差ないが、一匹狼ではなくNAOを従えていることから、本人ではなくコピーである事がうかがえる。
HARUKA（遥）
ハルカ・アーミテージによく似たHiME。漫画版における珠洲城 遥に瓜二つだが、性格は正反対。チャイルド「光黙天」を操る。ハルカ達の「光黙天Mk-VI」を破壊し、次に霊廟を狙うが、シズルに阻止される。YUKINOを呼ぶときは「雪之ちゃん」。ハルカとユキノの関係とも正反対であり「受け」で主従関係は従。ユキノのような性格と役割（ツッコミ役）。
YUKINO（雪之）
ユキノ・クリサントによく似たHiME。漫画版における菊川雪之に瓜二つだが、性格は正反対。チャイルド「ミロワール」を操る。HARUKAを呼ぶときは「遥」。「攻め」で主従関係は主。ハルカのような性格と役割（ボケ役）。
AKANE（あかね）
アカネ・ソワールによく似たHiME。漫画版における日暮あかねに瓜二つ。チャイルド「ハリー」を操る。淫らな肌着姿でマシロを誘惑してきた。アカネとは正反対の淫乱で、アカネは絶句。
SHIHO（詩帆）
シホ・ユイットによく似たHiME。漫画版における宗像詩帆に瓜二つ。前作での精神汚染状態のような性格をしている。蛸型チャイルドを操る。シホと対決している最中にチエに口説かれた。「生き別れの姉妹」を自称し、シホのことを「お姉ちゃん」と呼ぶ。
NAO（奈緒）
ジュリエット・ナオ・チャンによく似たHiME。漫画版における結城奈緒と瓜二つだが、性格は正反対。チャイルド「ジュリア」を操り、NATSUKIのチャイルドと合体させる事が出来る。ナオとナツキの二人と対決する。NATSUKIのことを「なつきお姉さま」と呼ぶが、ナオに言わせれば、あまり似合わない。
YUKARIKO（紫子）
ユカリコ・シュタインベルクによく似たHiME。漫画版における真田紫子に瓜二つ。チャイルド「聖ヴラス」を操る。シスター服の下にボンデージを着ている。男好きで淫乱。ユカリコは絶句。
AKIRA（晶）
アキラ・オクザキによく似たHiME。漫画版における尾久崎 晶に瓜二つだが、コギャル言葉（間延びした口調）で話している。服装は柄物等を着用。タクミを巡りアキラと対決する。タクミの事を「私の巧海」と呼び、アキラを赤面させた。
MIDORI（碧）
ミドリによく似たHiME。漫画版における杉浦 碧に瓜二つだが、性格は正反対で「弱い者虐めこそ教師の悦び」と称する。チャイルド「愕天王」およびその変形態愕天大王の発展型「愕天大王MK‐II」を操る。愕天大王に変形後の足の所にMK‐IIの印がある。ミドリの愕天神とぶつかり合う。
ARISSA（アリッサ）
アリッサ・クルーガーによく似たHiME。ミユが失われた記憶を取り戻すのを阻止しようとしてきた。ミユの事を「深優」と呼ぶ。チャイルド「アイザック」の重力制御能力でミユを倒そうするが、アリッサと共に鍛えた「根性」によりミユに倒される。消滅する瞬間、ミユに自分を解放してくれた事に感謝し昇天する。後に、彼女がかつてのミユの主、アリッサ・シアーズ（玖我アリッサ）であると分った。
SIZURU（静留）
シズル＝ヴィオーラの想像上の人物で、エレメントは薙刀、チャイルドは三本首の大蛇清姫。シズルの想像だがほぼピンポイントで当たっている。頭にハチマキを巻いており「なつきLOVE」と書かれている。

## その他
タケダ
ナツキ・クルーガーのファンクラブ「ナツキ親衛隊」のメンバー。本業、出身国、ファンクラブ内での地位など、不明な点が多い。
同志から譲り受けたチケットでガルデローベの見学会に参加し、ナツキと会見できないと知るや単独行動をとる。黒マントを羽織っていたことと、エルスが使用中のシャワー室に迷い込んでしまったことからシュヴァルツの刺客と誤解されてマシロとチエ・シホに酷い目に合わされた。さらに、ナツキに会ったときの野望を不用意に語ってしまったがためにシズルに連行される羽目になる。
それ以後も偶に登場するが、
- ナツキの「ご尊顔」を拝見しようと即位式を見物しに来たが、黒マントを羽織っていたせいでハルカ警部補にシュヴァルツと誤認される
- 最終話ではガルとダインに混じって風華宮の修復現場で働かされていた。
- ナツキ目当てで違法クラブを訪れて大金を払うが、相席したのはミス・マリアだった。

などと、あまりいい目を見ていない。
ガルデローベ教師であるユカリコとは知り合いのようだが、詳しい関係は不明。なお、この一件からユカリコと同郷のフロリンスが出身国ではないかと言われている。
オリジナルは武田將士。
不良たち
マシロが以前通っていた神学校の不良たち。女顔で気弱だった当時のマシロを苛めて、使い走りにしていた。
マシロの方では報復を企む描写は無いが、終盤にてトラウマを刺激された際の悪夢に出てきたことから、心底では嫌悪している模様。
マシロが転校した後の消息は不明。
ある男
セルゲイが語った「真の歴史」において、彼より以前に「漆黒の金剛石」と「真白なる金剛石」の力を求め、そして失敗した男。そのことで世界は滅びの危機に瀕し、人々は止む無く移民星としての歴史を捏造した。
男性であること以外は何もかも不明瞭で、『嵐』でもその正体は判らずじまいであった。